# Whisky à gogo !
Pour les articles homonymes, voir Whisky à gogo (homonymie).
Pour plus de détails, voir Fiche technique et Distribution.
Whisky à gogo ! (Whisky Galore!) est un film britannique en noir et blanc réalisé par Alexander Mackendrick, sorti en 1949.

## Synopsis
L'histoire se déroule pendant la Seconde Guerre mondiale, sur une petite île des Hébrides du nom de Todday. La population de l'île, désemparée, doit faire face à l'une des plus grandes catastrophes de son histoire : une pénurie de whisky ! Des habitants repèrent un bateau échoué le long des côtes et, ô miracle, celui-ci est chargé d'une cargaison de 50 000 caisses du précieux breuvage. On met dès lors sur pied une opération de sauvetage pour venir en aide à l'équipage, qui est en fait une habile tactique pour éloigner celui-ci du bateau…

## Analyse
Whisky à gogo !, comme le roman dont il est issu, est une satire de l'Angleterre vue par des Écossais.
Le film est le premier long métrage en tant que metteur en scène d'Alexander Mackendrick, qui jusque-là avait travaillé au Service cinématographique de l'armée pendant la Seconde Guerre mondiale, avant de devenir scénariste. C'est Monja Danischewsky, directeur de publicité des studios Ealing depuis 1938, et chargé de la production de ce film, qui voulut que Mackendrick, pourtant novice en la matière, mais d'ascendance écossaise, fût chargé de la mise en scène.
Plusieurs éléments confèrent à l'œuvre un accent réaliste particulier : le fait que le tournage s'est déroulé presque entièrement en décors naturels, sur une île des Hébrides — l'île de Barra —, puis aussi et surtout, le fait que la plupart des acteurs sont au départ de simples habitants de l'île en question, dont c'est ici la seule expérience au cinéma.
Le titre du film, en Français, va inspirer la première discothèque tenue par Régine la « reine de la nuit », le Whisky à gogo. Le nom est donné ensuite à une boîte de nuit de West Hollywood.

## Fiche technique
- Titre : Whisky à gogo !
- Titre original : Whisky Galore!
- Réalisation : Alexander Mackendrick
- Scénario : Angus MacPhail et Compton Mackenzie d'après le roman de ce dernier
- Images : Gerald Gibbs
- Musique : Ernest Irving
- Montage : Joseph Sterling et Charles Crichton (ce dernier non crédité)
- Production : Michael Balcon et Monja Danischewsky pour Ealing Studios
- Décors : Jim Morahan
- Pays de production : Royaume-Uni
- Format : Noir et blanc - 1,37:1
- Genre : Comédie
- Durée : 82 minutes
- Dates de sortie :
  - juin 1949 (Royaume-Uni)
  - 25 décembre 1949 (États-Unis)
  - 30 septembre 1950 (France)
  - 1953 (Allemagne de l'Ouest)

## Distribution
- Basil Radford : le capitaine Paul Waggett
- Catherine Lacey : Mme Waggett
- Bruce Seton : le sergent Odd
- Joan Greenwood : Peggy Macroon
- Wylie Watson : Joseph Macroon
- Gabrielle Blunt : Catriona Macroon
- Gordon Jackson : George Campbell
- Jean Cadell : Mme Campbell
- James Robertson Justice : docteur Maclaren
- Morland Graham : le « Biffer »

## Autour du film
Le point de départ du roman de Compton Mackenzie qui a servi de scénario au film n'a rien d'invraisemblable puisqu'il est inspiré par le naufrage, en 1941, sur l'île d'Eriskay, du SS (Steam ship) Politician, de la compagnie TJ Harrison (Liverpool) chargé de 264000 bouteilles de Whisky, et de 145000 livres de l'époque en billets de 10 shillings (6 millions de Livres au cours de 2014).
Sans surprise, les iliens des Hébrides, guère riches, privés de Whisky (en pleine guerre) et ayant une longue tradition de récupération des épaves, se servirent généreusement dans les cales du SS politician et firent mauvais accueil aux représentants des administrations, des assureurs, et des compagnies de sauvetage maritime.
La gendarmerie et les juges de paix locaux se montraient d'une extrême mansuétude envers ceux qui étaient pris la main dans le sac, ceci au point que Charles Mc Coll, le douanier local demanda et obtint la permission de plastiquer l'épave, à la stupéfaction indignée des iliens.
En 2013, deux bouteille de whisky miraculeusement intactes, récupérées par un plongeur local furent mises en vente chez Christie's et atteignirent la somme de 12050 Livres sterling.
- Les histoires où la population d'un village profite de l'alcool que transportait un navire naufragé ne sont d'ailleurs pas rares : c'est aussi le sujet de La fête à Coqueville, nouvelle de Zola[2].

## Vidéographie
- zone 2 : Whisky à gogo !, StudioCanal « collection Ealing Studios, dir. Bertrand Tavernier », 2004,  (EAN 3-259130-217599) — L'édition comporte comme supplément une présentation du film par Bertrand Tavernier.